# Dvaita-védánta
Dvaita-védánta (dévanágarí द्वैत वेदान्त, známá také jako Bhéda-váda, Tattva-váda a Bimba-pratibimba-váda) je škola védantské filozofie založená vaišnavským učitelem Madhváčárjou (1238–1317). Dvaita-védánta striktně zdůrazňuje rozdíl mezi Bohem (Nejvyšší Duší परमात्मा) a individuální duší (džívátmou जीवात्मा). Tito dva se věčně liší, a nikdy se nestanou jedním. Tento názor (že Bůh a duše se věčně liší), zastával Madhva ještě důrazněji než Rámanudžáčárja, zakladatel filozofie višištádvaita. Dvaita-védánta je v přímé opozici vůči Šankarově filozofii Advaita.
Madhváčárjův komentář k Brahma-sútře (Védánta-sútře) se nazývá Púrnapragja Bhášja (Púrnapragja bylo jedno z jeho jmen). Mimo jiné napsal také komentáře k Bhagavad-gítě, Rg Védě, Mahábháratě a Upanišadám.
Madhva a Rámanudža a s nimi další vaišnavští áčárjové jako Višnusvámí, Nimbárka a Šrí Čaitanja Maháprabhu (svayam bhagavan = Bůh Samotný) se zasloužili o rozmach vaišnavské bhakti, oddané služby Krišnovi, který je dnes ze všech směrů indické filozofie nejznámější. Současným představitelem Madhváčárjovi Sampradáji (posloupnosti) je A. Č. Bhaktivédánta Svámí Prabhupáda, zakladatel-áčárja Mezinárodní společnosti pro Vědomí Kršny. (ISKCON)